# جاموس الغابة الإفريقي
جاموس الغابة الأفريقي (الاسم العلمي: Syncerus caffer nanus)، والمعروف أيضًا باسم الجاموس القزم وجاموس الكونغو، هو أصغر نويعات الجواميس الأفريقية. ونويعه قريب من الجاموس الأفريقي (الاسم العلمي: caffer caffer Syncerus)، والجاموس السوداني (الاسم العلمي: cacher caffer brachyceros) وجاموس النيل (الاسم العلمي: Syncerus caffer aequinoctialis). ومع ذلك، هذا النوع الفرعي الوحيد الذي يتواجد بشكل رئيسي في الغابات المطيرة في وسط وغرب أفريقيا التي معدل هطول الأمطار السنوية فيها هو حوالي 1500 مم.

## الوصف
جاموس الغابة الأفريقي هو نوع أصغر من الجاموس الأفريقي. وزن الجاموس الأفريقي هو من 400 إلى 800 كجم (880-1760 رطل)، اما جاموس الغابة الأفريقي وزنه أخف بكثير، ويزن من 250 إلى 320 كجم (550-705 رطل). الوزن ليس الفرق الوحيد، هذا النوع الفرعي من الجواميس الأفريقية لها جلد ذو لون بني - محمر، هذا اللون يكون أغمق في منطقة الوجه. شكل وحجم قرون جاموس الغابة تتميز عن السلالات الأخرى. جاموس الغابة الأفريقي لديه قرون أصغر بكثير من نظرائه من جواميس السافانا، الأفريقي والسوداني وجاموس النيل. تنمو قرون الجاموس الأفريقي وتتحد معًا في اغلب الاوقات، لكن قرون جاموس الغابة الأفريقي نادراً ما تندمج.

## علم البيئة

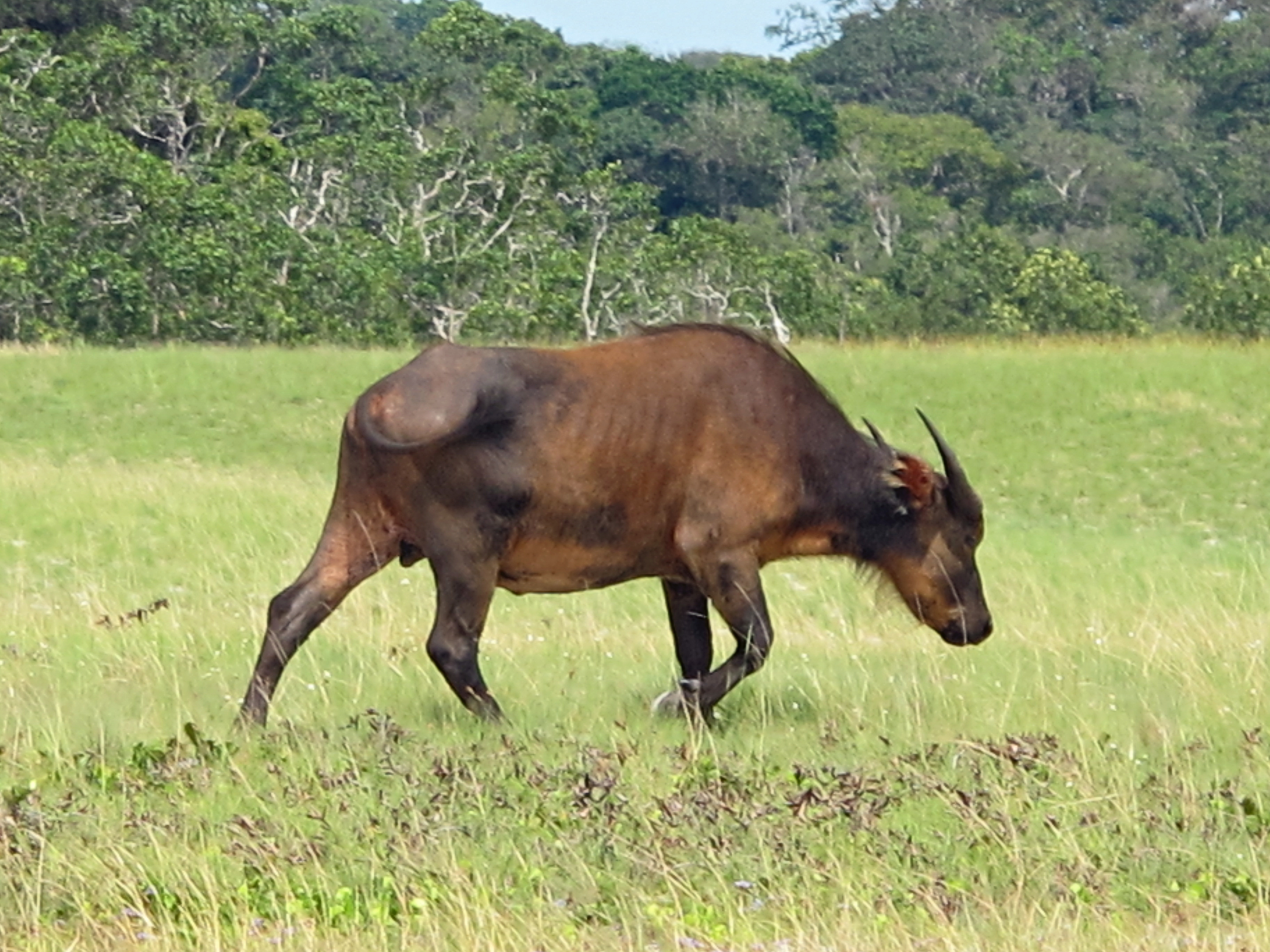
جاموس غابة أفريقي بري في الحديقة الوطنية لوانغو، الغابون

جاموس الغابة الأفريقي يعيش في الغابات المطيرة في غرب ووسط أفريقيا؛ ومع ذلك، فإن نطاق امكنة معيشته تتكون عادة من مزيج من الأهوار والسافانا العشبية والغابات المطيرة الأفريقية. السافانا هي المنطقة التي يرعى فيها الجاموس، في حين أن المستنقعات هي المكان الذي يتمرغ فيه الجاموس ويستحم، الامر الذي يساعده في التخلص في الحشرات. نادرا ما يتواجد جاموس الغابة في المناطق المستظلة كثيرا في الغابات. بل يقضي معظم وقته في الخلاء، حيث يرعى على العشب وبقية الأعشاب. وبالتالي، يتكون نظامهم الغذائي المركزي من الأعشاب والنباتات الأخرى التي تنمو في المساحات الخضراء والسافانا.
مزيج مختلط من الموائل هو أمر ضروري لجاموس الغابة. يكون توسع الغابات المطيرة على السافانا والمناطق الخالية المحيطة بها والتعدي عليها، صعوبات كبيرة في الحفاظ على النظام البيئي. تتمتع جواميس الغابة بطرق ومسارات التي تم قطع الأشجار منها، حيث تكون الغابة أرق في هذه الاماكن ويمكن ان تنمو الأعشاب وغيرها من الاغذية هنالك. في هذه المناطق يعتمد غذاء جاموس الغابة الأفريقي على العشب القادر على النمو كنتيجة لعملية ازالة الاشجار السابقة. في بعض المناطق، يقوم موظفو إدارة الحدائق بحرق السافانا بشكل منتظم لمنع الغابات المطيرة من النمو عليها وبالتالي منع هذه الغابات من تغيير النظام البيئي للمنطقة.
يوجد علاقة عكسية بين كبر امكنة المعيشة وسعتها وبين التكاثر لدى الجواميس ومع ذلك، لوحظ أن مساحة أكبر من الأراضي العشبية المفتوحة لها علاقة إيجابية مع حجم القطيع.
يفضل هذا الجاموس التنقل بين أنواع اماكن المعيشة التي يستعملها، حسب فصول السنة. من مارس إلى أغسطس، يقضي جاموس الغابة معظم وقته في الغابة، بينما من سبتمبر إلى فبراير، يفضل السافانا والمستنقعات.
جاموس الغابة الأفريقي يرتب نفسه في قطعان، مما يساعد في الدفاع عن نفسه ضد الحيوانات المفترسة؛ بالرغم من ذلك، لا تكون هذه القطعان محصنة ضد الاعتداء. من بين الحيوانات المفترسة، الفهد الأفريقي هو التهديد الأكبر، لكنه عمومًا يمثل تهديدًا للجاموس الصغير ولا يهاجم إلا عند اتاحة الفرصة. تمساح النيل هو الحيوان المفترس الوحيد القادر على قتل جاموس بالغ.

## السلوك الاجتماعي

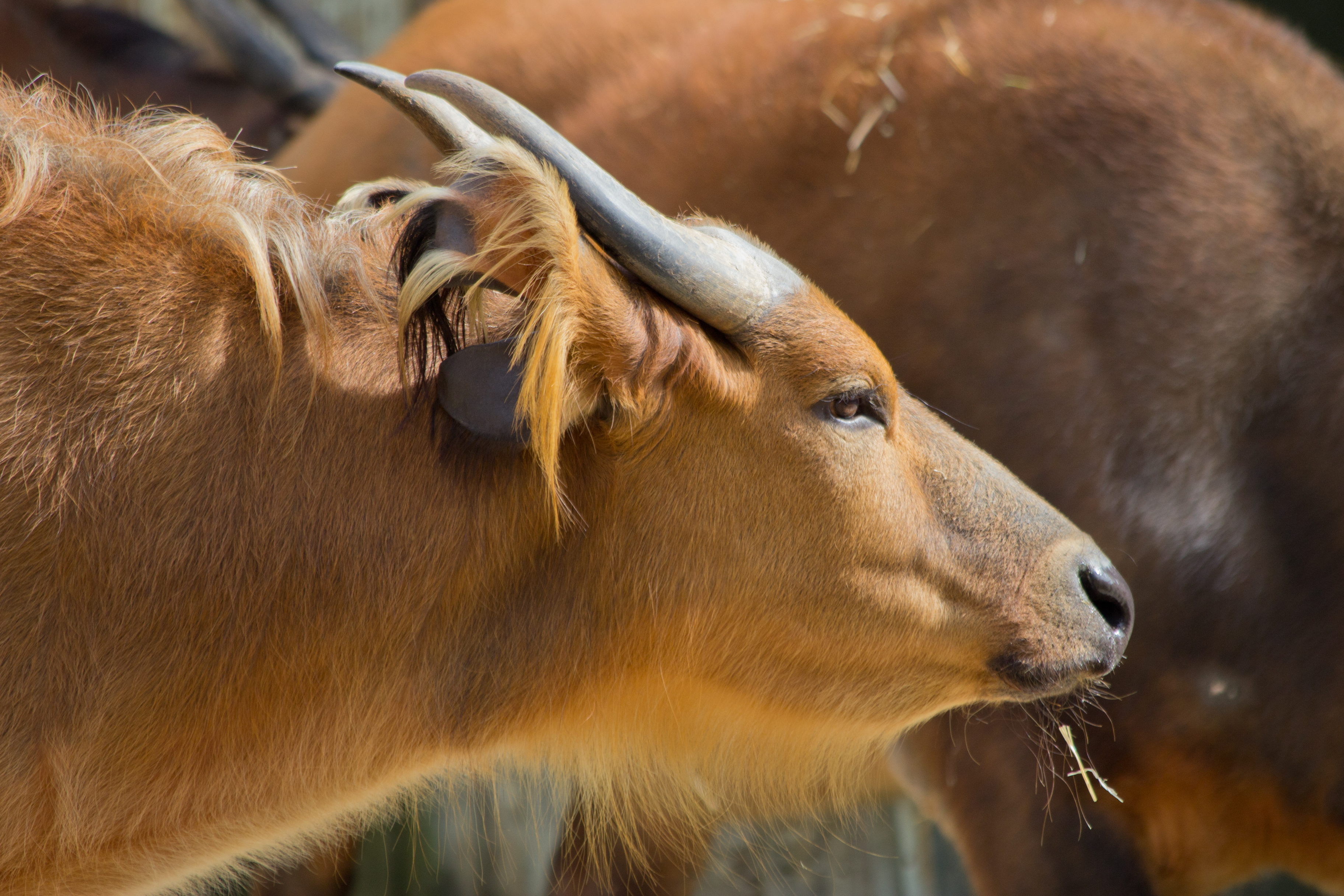
رأس جاموس الغابة الأفريقي

تُكوِّنُ جواميس الغابة الأفريقي قطعان صغيرة نسبيًا مقارنة بالجاموس الافريقي الذي تم دراسته جيدًا. يمكن أن يتكون قطيع الجاموس الأفريقي أكثر من 1000 جاموس؛ بينما جاموس الغابة يبقى في مجموعات أصغر كثيرًا - صغيرة مكونة من ثلاثة جواميس فقط ونادراً ما يزيد القطيع عن 30 فردا. إذا كون جاموس الغابة قطيع الذي يعتبر مجموعة كبيرة، فإن افراد هذه المجموعة من الجواميس تقضي وقتًا أطول في الرعي، حيث لا توجد حاجة لتخصيص وقت للحذر المستمر من الخطر.
يتكون قطيع جاموس الغابة عادةً من ثور أو أحيانًا ثوران ومجموعة من الإناث البالغات والعجول الصغيرة واليانعة. على عكس ثيران الجاموس الافريقي، تبقى ثيران جاموس الغابة مع القطيع باستمرار على مدار السنة. بينما ثيران الجاموس الأفريقي تبقى متواجدة مع قطعان مكونة من ثيران حتى موسم الأمطار، عندها تنضم الثيران هذه للإناث، تتزاوج معها، وتساعد في حماية العجول الصغيرة وتغادر بعد ذلك. يبقى افراد جاموس الغابة في نفس القطيع طول حياتهم بشكل عام. وقد لوحظ تبديل القطعان في بقية أنواع الأبقار الأخرى؛ ومع ذلك، هذا ليس شائع الحدوث مع هذا النوع من الجواميس. يمكن أن ينقسم قطيع جاموس الغابة الأفريقي إلى مجموعتين لفترة قصيرة من الزمن ومن ثم تندمج معًا مرة أخرى.
جاموس الغابات لا يتأثر نسبيًا بالدورات الموسمية. لكن، في موسم الأمطار، تنتشر القطعان بشكل أكبر في الغابة وتميل هذه الحيوانات إلى استخدام الأماكن التي يتواجد بها رمال لراحتها خلال موسم الأمطار، ولكن تستخدم التراب والأوراق خلال موسم الجفاف. في الموائل المفتوحة مثل الاماكن التي تم قص الشجر منها، تكون مجموعة الجواميس أكثر تجمعًا عند الراحة وشكل انتشار قطيها أكثر تدورا من المجموعات الموجودة في موائل الغابات خلال موسم الأمطار.